# Ermita de San Juan Bautista (Bocairente)

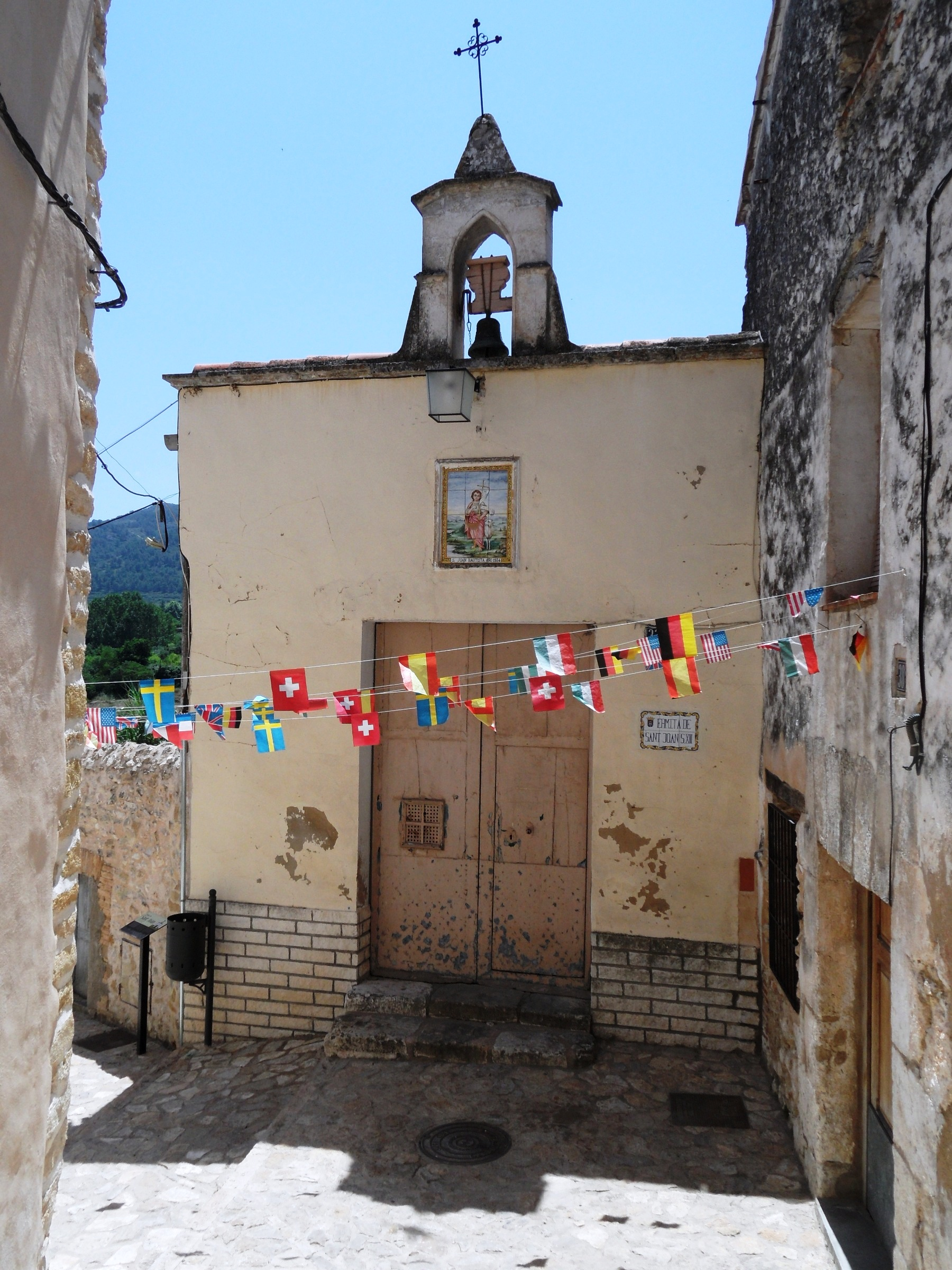

La ermita de San Juan Bautista es un pequeño templo situado en la calle de San Juan, 32, en el municipio de Bocairente. Es Bien de Relevancia Local con identificador número 46.24.072-011.

## Historia
Este templo fue la primera iglesia de la población. Se edificó en el siglo XIII, sustituyendo a la antigua mezquita musulmana. Fue profundamente remozada durante el siglo XX.

## Descripción
Forma esquina con una vivienda a su derecha. La fachada es rectangular, muy simple. Presenta centrada la puerta de acceso al templo, precedida por dos escalones. Sobre ella se encuentra un retablo cerámico con la figura del titular y la inscripción S. Juan Bautista. Año 1934. Sobre el retablo hay un farolillo. Sobre el alero hay una espadaña con una campana. La abertura en la espadaña es de arco gótico y el conjunto está rematado por una estructura piramidal que soporta una cruz de hierro.
El interior es de planta cuadrangular, con techo plano y piso ajedrezado, zócalo y rodapié. Destaca el altar barroco con columnas salomónicas, en el cual se encuentra la hornacina con la imagen del titular. En una cartela de este altar figura inscripción Charitas me fecit Año 1728.